# Ayutthaya Historical Study Center
Das Ayutthaya Historical Study Center (Thai: ศูนย์ศึกษาประวัติศาสตร์อยุธยา – Sunsueksa Prawatsat Ayutthaya) dient der Forschung zur Geschichte der Stadt und des Reiches Ayutthaya. Es ist ein archäologisches Forschungsinstitut und gleichzeitig ein Museum, das von der japanischen Regierung unterhalten wird.

## Lage
Das Ayutthaya Historical Study Center liegt in der Altstadt von Ayutthaya an der Rochana-Straße nicht weit vom Mae Nam Chao Phraya; in der Nähe befinden sich das Chao-Sam-Phraya-Nationalmuseum und ein Zweig der Universität Ayutthaya Ratchaphat Institut („Rajaphat Institute Phranakhon Si Ayutthaya“).

## Nutzung und Ausstellung

### Hauptgebäude
Das Hauptgebäude ist zweistöckig. Das Museum befindet sich im oberen Stockwerk und weist in der Präsentation der Objekte und der Beleuchtung internationalen Standard auf.
Die Ausstellung ist in fünf Gruppen gegliedert:
- Ayutthaya als Hauptstadt (u. a. Modelle des Königspalastes)
- Ayutthaya als Hafen (Handelsrouten, Waren und Transportmittel)
- Das Königreich Ayutthaya (Rolle des Königs und der Hauptstadt, Herrschaftssymbole und Zeremonien)
- Das Alltagsleben in Ayutthaya (Modell eines Dorfes und eines typischen Thai-Hauses, Sozialstruktur, traditionelle Medizin)
- Außenbeziehungen von Ayutthaya (China, Indien, Japan)

Es werden archäologische Funde gezeigt, die vom thailändischen Kultur-Ministerium (Fine Arts Department) sorgfältig hergerichtet worden sind. Daneben gibt es sehr anschauliche Modelle, Schautafeln und Dioramen zu Themen, wie Transportmittel und Königsinsignien.

### Außenstelle
Im so genannten Japanischen Dorf von Ayutthaya (Japanese village) befindet sich eine Außenstelle des Ayutthaya Historical Study Center, wo insbesondere die Außenbeziehungen gezeigt werden. Das Gebäude liegt nahe dem Wat Phanan Choeng.
Das Museum ist geöffnet zwischen 9:00 und 16:30, montags und dienstags jedoch geschlossen.

## Geschichte
Das Ayutthaya Historical Study Center wurde 1987 mit Mitteln der japanischen Regierung aufgebaut, die zum 60. Geburtstag von König Rama IX. Bhumibol Adulyadej 999 Millionen Yen zur Verfügung stellte.